# Complice

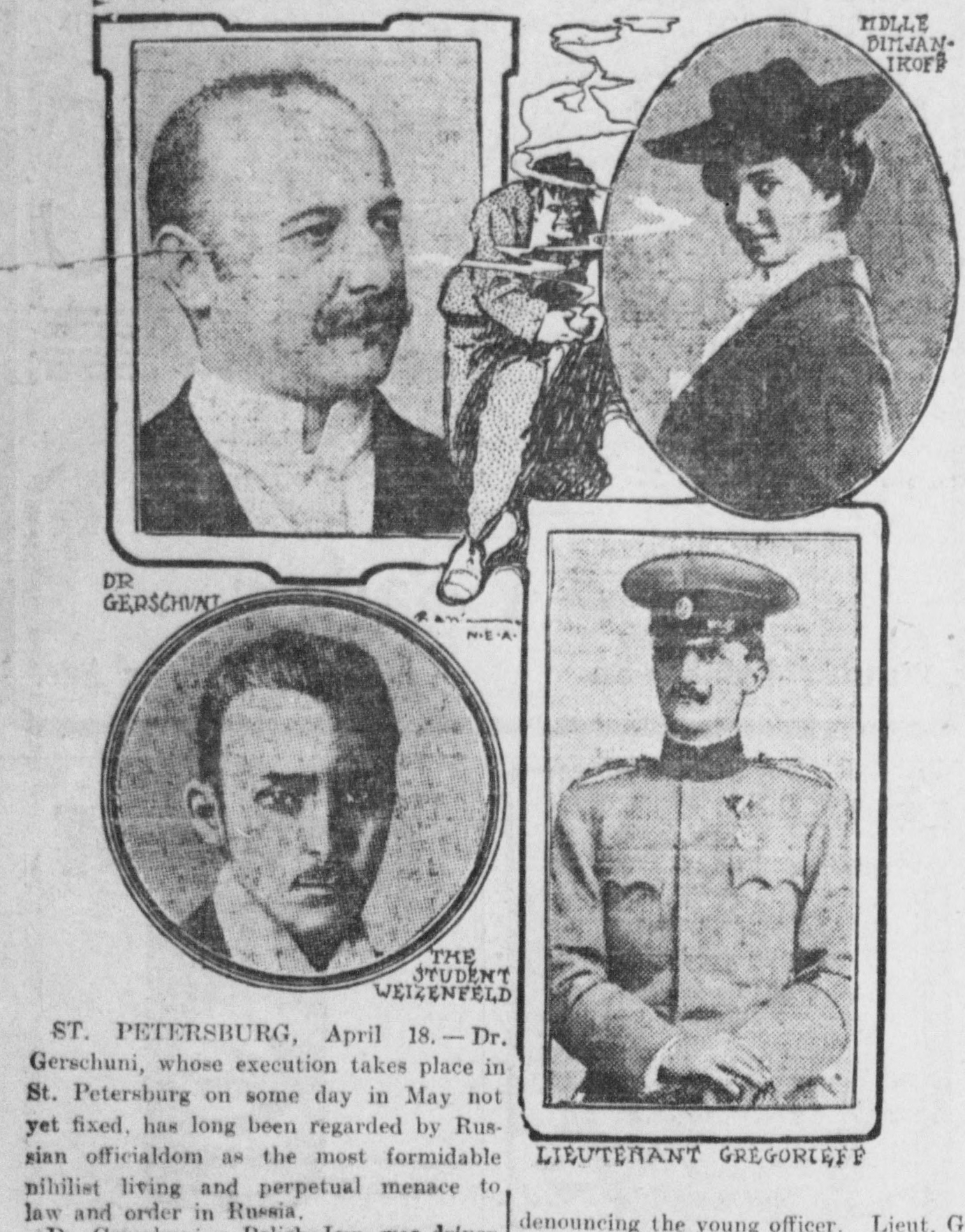

Un complice est une personne qui participe consciemment à la commission d'une infraction dont l'auteur principal est une autre personne.

## Droit par pays

### Allemagne
En droit allemand, la notion de complicité est celle d'une participation à une infraction. Cette participation peut relever de l'incitation (§ 26, Strafgesetzbuch) ou de l'aide (§ 27, Strafgesetzbuch).

### Belgique
À la suite de l'affaire Umit Goktepe c./ Belgique devant la Cour européenne des droits de l'homme, des parlementaires belges ont demandé de revenir sur la règle de l'emprunt de criminalité.

### Canada
Dans le Code criminel canadien, les mots « complices » ou « complicité » ne sont utilisés que dans les cas de complicité après le fait. L'article 23 C.cr. définit ainsi le complice après le fait : « 23 (1) Un complice après le fait d’une infraction est celui qui, sachant qu’une personne a participé à l’infraction, la reçoit, l’aide ou assiste en vue de lui permettre de s’échapper ».
La complicité après le fait fait partie d'un régime plus large appelé le régime des participants aux infractions aux articles 21 à 24 C.cr. Ce régime des participants aux infractions englobe les complices au sens du langage courant et les définit comme étant ceux qui 1) commettent réellement une infraction 2) accomplissent ou omettent d’accomplir quelque chose en vue d’aider quelqu’un à la commettre 3) encouragent quelqu’un à la commettre. L'article 21 (2) C.cr. prévoit que les participants incluent ceux qui ont une fin commune de poursuivre une fin illégale. L'article 22 C.cr. punit également le fait de conseiller une infraction. Les articles 22.1 et 22.2 C.cr. prévoient enfin la responsabilité pénale des organisations, afin d'établir la responsabilité entre les agents de l'organisation.
Sur le plan judiciaire, les participants à une infraction peuvent être poursuivis ensemble dans une même instance pénale et ils sont alors appelés « coaccusés ». Un procès de coaccusés est assujetti à des règles de preuve particulières provenant notamment de la  Loi sur la preuve au Canada.

### France
En France, le Code pénal définit le complice à son article 121-7. Il encourt les mêmes peines que l'auteur de l'infraction. Sur le plan financier, il est également solidaire avec l'auteur au paiement des amendes et des dommages-intérêts.
La complicité peut être définie comme une entente temporaire, momentanée entre des individus qui vont commettre ou tenter de commettre une ou plusieurs infractions. Plus simplement le complice est celui qui a participé à l'acte sans prendre part aux éléments constitutifs de l'infraction. Comme pour l'infraction la complicité répond à des éléments matériels et moraux ainsi qu'à un élément légal.

### Liban
Le droit pénal libanais distingue selon le degré d'implication des personnes s'il s'agit d'auteur, de co-auteurs ou de complices.

### Suisse
Le Code pénal suisse punit le fait d'être complice de l'auteur d'un crime ou d'un délit, avec une peine moins forte que l'auteur.

## Entente entre personnes
La complicité, par extension à son sens dans les milieux délictueux, se définit comme une entente, à caractère secret, entre deux camarades ou amies, ou connaissances, dans le but de réaliser quelque chose ensemble. Elle peut aussi définir des personnes qui s'entendent particulièrement bien sans que cela soit forcément secret.
Le sociologue américain Erwing Goffman, dans son livre La Mise en scène de la vie quotidienne, a étudié les relations de complicité sociale. Un groupe humain, en présence d'autres groupes humains, développe une impression, un discours, qu'il veut donner à ces autres. Pour y parvenir, il développe en son sein des relations de complicité, c'est-à-dire des relations peu visibles par ces autres groupes, qui lui permette de réaliser plus facilement l'impression qu'il veut donner. Il s'agit d'un double jeu grâce auquel un groupe renforce sa solidarité interne, et il est une forme de reconnaissance que l'impression qu'il veut donner aux autres est illusoire. Par exemple, dans un bureau d'affaires, si un cadre veut terminer rapidement un entretien avec un client, au lieu de lui dire directement, conviendra au préalable avec sa secrétaire d'un signe secret, à la suite duquel elle interviendra avec tact sous un prétexte quelconque pour que l'entretien se termine.
Cette complicité n'a souvent pas d'autre but que de former le groupe. Par exemple le sociologue américain Howard Becker a relevé que des musiciens de jazz, obligés pour gagner leur vie en jouant de la musique pompier (dite « corny »), s'amusent à exagérer, assez légèrement pour que le public ne s'en aperçoivent pas, les effets poussifs du style ; de cette façon les musiciens, en secret, partagent leur mépris pour la situation à laquelle ils sont obligés de participer, et déclarent leur fidélité à des valeurs qu'ils jugent supérieures de la musique. Dans une tout autre situation, les prisonniers des camps d'endoctrinements chinois utilisaient de pareilles techniques, modifiant légèrement l'accent de la langue dans les séances d'autocritique, rendant ridicule l'ensemble de leurs déclarations.
Beaucoup de ces activités autour de la complicité de groupe réalisent une autodérision, dans le but de prendre de la distance par rapport au role social que l'on doit jouer. Cette forme donne souvent du plaisir aux groupes qui la pratiquent. La complicité de dérision se manifeste souvent avec soi-même : par exemple, un enfant qui croise secrètement les doigts lorsqu'il ment, des employés qui font des grimaces au patron quand il a le dos tourné. La forme la plus simple en est peut-être les dessins que l'on griffonne machinalement sur un bout de papier pendant une réunion.